# Scala (Olaszország)
Scala község (comune) Olaszország Campania régiójában, Salerno megyében. Az Amalfi-part többi településével együtt 1997 óta része az UNESCO világörökségének.

## Fekvése
A város 360 m magasan fekszik, Ravello mellett, amellyel egy út köti össze. Szomszédos települései: Agerola, Amalfi, Atrani, Gragnano, Pimonte és Ravello.

## Története
Scala virágkorát a középkorban élte, amikor az Amalfi Köztársaság része volt. 987-től 1603-ig Scala a önálló (1968-ban címzetes egyházmegyeként helyreállított) Scalai egyházmegyei püspöki székhelye volt, majd Ravello-Scalai egyházmegyéhez csatolták. Scalaból származik Fra Gerardo Sasso, aki 1100 körül Jeruzsálemben a johannita renddel utazók és keresztesek ápolását kezdeményezte, így a máltai lovagrend alapítója.

## Népessége
A népesség számának alakulása:

### Vallási élet
Védőszentje Szent Lőrinc, kinek ünnepére augusztus 10-én kerül sor. 

## Főbb látnivalói
Scala legfontosabb látnivalója a San Lorenzo-dóm. 1169-ben kezdték építeni majd később barokk stílusban átépítették. Ugyancsak figyelemre méltó a SS.Annunziata-templom Minutában. Úgy a templom kapuja, mint a mennyezetet tartó oszlopok a római időkből származnak. A kriptában 1200-ból származó freskók találhatók, amelyek Szent Miklós egyik csodáját ábrázolják.